# Tommy Caldwell
Tommy Caldwell (Estes Park, 11 agosto 1978) è un alpinista e arrampicatore statunitense.
Nel febbraio 2014 ha effettuato assieme ad Alex Honnold la prima traversata integrale del Fitz Roy, salita per la quale ha ricevuto il Piolet d'Or, mentre nel gennaio 2015 ha salito per primo in arrampicata libera, assieme a Kevin Jorgeson, la via Dawn Wall su El Capitan (gradata 5.14d/9a), realizzando quella che è ritenuta la salita in libera su big wall più difficile al mondo.

## Biografia

### Salite nello Yosemite
Da sempre legato alle pareti dello Yosemite National Park, Caldwell compare per la prima volta sulle principali testate internazionali a causa di un evento avvenuto molto lontano da queste: nel 2000, durante l'apertura di una via in Kirghizistan con la futura moglie Beth Rodden e due amici, viene rapito da dei terroristi locali, riuscendo poi a fuggire poche ore prima dell'annunciata esecuzione. Un anno dopo la sua carriera di scalatore rischia di essere compromessa a causa della perdita di parte del dito indice sinistro in un incidente domestico, ma nel giro di poco supera il trauma e torna ad arrampicare ai massimi livelli.
Nel 2002 realizza la sua prima grande impresa nello Yosemite salendo per primo in libera e in giornata la via Salathé su El Capitan (gradata 5.13b, in 19 ore e mezza); due anni dopo, tra il 2004 e il 2005, realizza un'altra serie di imprese: a maggio 2004 libera la via Dihedrall Wall gradandola 8b+ (che si attesta quindi come la big wall più difficile dello Yosemite salita fino ad allora, eguagliata quattro anni dopo dalla via Magic Mushroom salita in libera sempre da Caldwell assieme a Justen Sjong), ad ottobre 2005 compie la terza e quarta salita in libera della via The Nose salendola due volte a distanza di due giorni con Beth Rodden, e ancora pochi giorni dopo sale per la prima volta due vie di El Capitan (The Nose e Freerider) in libera e in giornata.
Nel 2012 dà ancora prova di grande talento nelle salite in velocità concatenando in libera e in giornata con Alex Honnold il Mount Watkins (per la parete sud), l'El Capitan (Freerider) e lo Half Dome (Regular Northwest Face), incontrando difficoltà di 7c+ e impiegando 21 ore e 15 minuti.
Nel 2008, inoltre, compie la prima salita in Colorado delle due vie sportive kryptonite (5.14c/d) e Flex Luthor (5.15a/9a+).

### Alpinismo patagonico
Nel febbraio 2006 vola in Patagonia dove compie, sul monte Fitz Roy, la prima ripetizione e prima libera (7c) della via Linea di Eleganza assieme a Topher Donahue ed Erik Roed. Otto anni più tardi, nel 2014, è di nuovo sul Fitz Roy per realizzarne dal 12 al 16 febbraio con Alex Honnold la prima traversata integrale, già tentata da parecchi alpinisti, salita che si svolge per 4000 m di dislivello su difficoltà fino al 7a (per questa salita i due alpinisti nel 2015 ricevono il Piolet d'Or).
Nel 2012 Caldwell si era dichiarato a favore della schiodatura della Via del Compressore sul Cerro Torre, già attuata da Hayden Kennedy e Jason Kruk.

### Prima libera della Dawn Wall
Il 14 gennaio 2015 il suo nome torna a comparire sulle maggiori testate internazionali grazie all'impresa che realizza assieme a Kevin Jorgeson sulla Dawn Wall (El Capitan), salendo la via (gradata 5.14d/9a) in completa arrampicata libera dopo 19 giorni consecutivi di arrampicata, via che viene quindi considerata la più difficile arrampicata in libera su big wall del mondo. Caldwell stava tentando tale progetto dall'autunno 2007 vedendo l'alternarsi di diversi compagni di cordata, e nel corso di 6 anni ha dovuto affrontare diverse difficoltà quali infortuni fisici e la chiusura del parco nazionale a causa dello shutdown del 2013. Prima di salire tutti i tiri in libera dal basso, li ha studiati e liberati uno ad uno, spesso calandosi dall'alto (anche da solo) o arrampicando di notte. La notizia ha una forte eco in tutto il mondo, a tal punto che anche il presidente degli Stati Uniti Barack Obama si congratula via Twitter con gli alpinisti.

### Record di velocità su The Nose
Nella primavera del 2018 con Alex Honnold batte per tre volte il record di velocità di 2 ore 19 minuti e 44 secondi stabilito qualche mese prima da Brad Gobright e Jim Reynolds, riuscendo, il 6 giugno, ad abbattere il muro delle 2 ore e ad attestarsi su 1 ora 58 minuti e 7 secondi.

## Media e divulgazione
- Tommy Caldwell, Push. Un'esperienza oltre il limite, Corbaccio, 2017, ISBN 978-8867001187. la sua autobiografia.[19]
- The Dawn Wall è un documentario realizzato da Josh Lowell e Peter Mortimer sulla sua impresa nell'arco di sei anni di salire la leggendaria parete del Dawn Wall in coppia con Kevin Jorgeson. È uscito negli Usa il 19 settembre 2018 e in Italia il 21 novembre 2018.[20][21]
- Ha realizzato un intervento al TEDxKC 2015 in Kansas City[22] dal titolo "What are you up against?"[23][24]
- È ambassador del brand Patagonia[25]
- È ambassador del brand La Sportiva[26]
- È athlete ambassador dell'Access Fund per il mantenimento della libertà di frequentazione delle aree naturali[27]
- È parte del Team Edelrid dal 2016 e dal 2017 ne è ufficialmente sponsorizzato in via esclusiva per l'attrezzatura[28]